# Bătălia de la Immae
Bătălia de la Immae s-a dat în 272 în apropriere de Antiohia, opunând armata romană condusă de împăratul Aurelian și cea palmireză în fruntea căreia se afla regina Zenobia și generalul acesteia, Zabdas.

## Cauzele războiului
În timpul crizei din secolul al III-lea, Roma și-a pierdut capacitatea de a-și apăra provinciile sale estice de invaziile sasanide. Septimius Odenatus, o căpetenie din Palmira, a creat o armată care s-a dovedit un mare succes în respingerea atacurilor sasanide. El a avut atât de mult succes încât Galienus l-a  numit rege și protector al Imperiului de Est. 
După moartea lui, soția sa regina Zenobia a preluat controlul direct prin fiul său a Imperiului Roman de Răsărit, provincii care erau sub protecția Palmirei. Prin diplomație vicleană, ea a reușit să-și extindă conducerea în Egipt și  mare parte din Asia Mică. Public a menținut fațada unui parteneriat cu Roma, introducându-l pe fiul ei în poziție de subordonare față de Aurelian, în toate documentele oficiale, cu antet, și monede care au fost bătute. În ochii lui Aurelian intrarea ei în Egipt, considerat încă o provincie strict personală a împăratului, a fost o declarație de război. Aurelian a fost în măsură să conteste în mod direct acțiunile ei din cauza invaziei constantă de către triburile germanice. În cele din urmă, după victorii răsunătoare asupra alemanilor, întărind zidurile orașelor, și renunțând la provincia Dacia. Roma s-a considerat în stare să pornească o campanie în est.
Dându-și seama ca armata sa era mult prea greoaie pentru a invada Egiptul eficient, Aurelian și-a trimis unul dintre generalii săi cu o flotă pentru a vedea dacă acesta ar putea învinge garnizoanele palmirene staționate acolo. Între timp Aurelian și-a refăcut armata la putere deplină și atunci când a simțit că erau gata, au început să mărșăluiască spre Antiohia.

## Bătălia
Ambele armate s-au așezat pe câmpul de lângă Antiohia la Immae în formațiuni de luptă tradiționale, cu infanterie în centru și cavaleria pe flancuri. Zabdas a avut două mari avantaje la dispoziția sa: primul a fost superioritatea catafractelor sale, iar al doilea a fost căldura extremă la care romanii nu erau adaptați. Aurelian a înțeles situația, precum a utiliza o tactică pusă în aplicare de către Claudius Gothicus împotriva goților și a sperat să transforme în avantaje dezavantajele atât de devastatoare. 
După câteva încăierări, Zabdas a dorit o luptă între cavaleriile celor două armate. Când cele două forțe au fost foarte aproape de a se angaja, cavaleria ușoară romană a rupt brusc rândurile, derutate, și a părăsit câmpul de luptă. Zabadas, considerând-o victorie certă, a ordonat catafractelor mult mai grele pentru a termina bătălia. După un timp, goana de lungă durată și soarele fierbinte a început să poarte mai mult ghinion cailor palmireni puternic blindați și bărbaților, dar încrederea lor aparent de nezdruncinat în superioritatea cavaleriei lor ia forțat să meargă mai departe. La un punct predeterminat romanii au atacat brusc cavaleria epuizată și surprinsă. Capcana a fost devastatoare și foarte puțini dintre cavaleriștii palmireni au supraviețuit. După ce a auzit de distrugere, Zabdas a realizat ca bătălie este pierdută, ordonând o retragere imediată la Antiohia. Înțelegând inevitabilitatea căderii Antiohiei, regina Zenobia și generalul Zabdas a ordonat mutarea efectivelor la Emesa la adăpostul nopții. 

## Urmările
În dimineața funcționarii superiori din Antiohia au considerat că au fost abandonați și reputația lui Aurelian pentru pedeapsa sălbatică i-a înfricoșat. Având nici o alegere, au deschis porțile pentru ca Aurelian să intre în cetate, pregătinându-se pentru cei mai rău. Într-o mișcare surpriză Aurelian nu a ucis conducerea sau chiar să permită trupelor sale să jefuiască orașul, dar în schimb a acordat o amnistie generală. Acest spectacol de milă a avut un efect de undă în est, că oraș după oraș a acceptat reintegrarea pașnică înapoi în Imperiul Roman.